# Садовский (Мордовия)
Садо́вский — посёлок в Ромодановском районе Мордовии России. Входит в Пятинского сельского поселения.

## География
Расположена на реке Аморда, сливаясь с деревней Лыковщина, гранича с селом Пятина.
Географическое положение
Расстояние до районного центра: Ромоданово 13 км.
Расстояние до областного центра: Саранск 24 км.

## Население
| 2002 | 2010 |
| ---- | ---- |
| 371  | ↗378 |

Национальный состав
Согласно результатам переписи 2002 года, в национальной структуре населения русские составляли 72 % из 371 чел..

## Инфраструктура
Садовые участки. Православный храм.

## Транспорт
Проходит автодорога Саранск — Ульяновск. Остановка общественного транспорта «Лыковщина».